# سیاه‌مرغ سرسرخ
سیاه‌مرغ سرسرخ (نام علمی: Amblyramphus holosericeus) نام یک گونه از تیره سیاه‌پره‌ایان است.